# Nowoseliwka (hromada Kujalnyk)
Nowoseliwka (ukr. Новоселівка) – wieś na Ukrainie, w obwodzie odeskim, w rejonie podolskim. W 2001 liczyła 1640 mieszkańców, spośród których 1525 posługiwało się językiem ukraińskim, 86 rosyjskim, 19 mołdawskim, 2 bułgarskim, 1 białoruskim, 4 ormiańskim, 2 niemieckim, a 1 innym.